# Dom Alba
Dom Albów (hiszp. La Casa de Alba) – jeden z najstarszych rodów szlacheckich w Hiszpanii. Tytuł książęcy (duque de Alba de Tormes) w XV wieku nadał król Henryk IV Bezsilny hrabiemu Garcii Alvarezowi z miasteczka Alba de Tormes (prowincja Salamanca).
Najsłynniejszym przedstawicielem rodu był Fernando Alvarez de Toledo (3. książę Alby) – namiestnik Niderlandów i wicekról Portugalii. Wśród kobiet natomiast sławę zdobyła María del Pilar Teresa Cayetana de Silva y Álvarez de Toledo (13. księżna), która była muzą malarza Francisca Goi.

## Książęta i księżne Alby
1. García Alvarez de Toledo
2. Fryderyk I Alvarez de Toledo
3. Ferdynand I Alvarez de Toledo (1507–1582)
4. Fryderyk II Alvarez de Toledo
5. Antoni I Alvarez de Toledo y Beaumont
6. Ferdynand II Alvarez de Toledo y Mendoza
7. Antoni II Alvarez de Toledo y Pimentel
8. Antoni III Alvarez de Toledo y Beaumont
9. Antonio Martin Alvarez de Toledo
10. Franciszek Alvarez de Toledo
11. Maria Teresa Alvarez de Toledo
12. Fernando de Silva y Álvarez de Toledo (1714–1776)
13. Józef Alvarez de Toledo y Gonzaga
14. María del Pilar Teresa Cayetana de Silva y Álvarez de Toledo (1762–1802)
15. Karol Michał Fitz-James Stuart
16. Jakub Fitz-James Stuart
17. Karol María Fitz-James Stuart y Portocarrero
18. Jakub Fitz-James Stuart y Falcó
19. María del Rosario Cayetana Fitz-James Stuart y Silva (1926–2014)
20. Karol Fitz-James Stuart y Martínez de Irujo (od 2014)